# Гронсек
Гронсек (словац. Hronsek) — деревня в Банскобистрицком крае Словакии.

## История
В исторических источниках село впервые упоминается в 1500 году. На протяжении своей истории деревня много раз меняли своё имя (1500 — Zyklafalu, 1506 — Czwiklafalwa, 1514 — Galoyczfalwa, 1515 — Galowycz, 1522 — Czwyklina, 1558 — Czwyklina alias Galfalwa, 1565 — Garanzk). Она принадлежала району Зволен. На протяжении XV—XVII вв. местечко переходило во владение представителям разных знатных родов.

## Выдающиеся места
Деревянная церковь 1726 года постройки является одним из пяти подобных архитектурных сооружений на территории Словакии. Вместе с прилегающей колокольней, церковь в 2008 году была внесена в список Всемирного наследия ЮНЕСКО.

## Население
| Год:                | 1994 | 2004     | 2014    | 2024    |
| ------------------- | ---- | -------- | ------- | ------- |
| Количество человек: | 532  | 606      | 661     | 662     |
| Разница:            |      | +13,90 % | +9,07 % | +0,15 % |